# Cmentarz wojenny nr 302 – Żegocina
Cmentarz wojenny nr 302 – Żegocina – cmentarz z I wojny światowej zaprojektowany przez Franza Starka, znajdujący się we wsi Żegocina w województwie małopolskim, w powiecie bocheńskim, w gminie Żegocina. Jeden z ponad 400 zachodniogalicyjskich cmentarzy wojennych zbudowanych przez Oddział Grobów Wojennych C. i K. Komendantury Wojskowej w Krakowie.
Cmentarz znajduje się na cmentarzu parafialnym w jego centralnej części, w odległości około 400 m od kościoła. Zachowany i utrzymany jest w bardzo dobrym stanie. Zajmuje powierzchnię około 1950 m². W centralnej części cmentarza znajduje się pomnik stylizowany na ołtarz zwieńczony krzyżem z daszkiem. Na pomniku znajduje się tablica z napisem w języku niemieckim:
| AUS DEM GRAUEN ALLTAG SIND WIR GEKOMMEN-UND UBER DIE SCHWELLE DES LEBENS HINAUS GEGANGEN-MIT LORBEER GE= KRONTEN STIRNEN | Z SZAREJ CODZIENNOŚCI PRZYBYLIŚMY I PRZEZ PRÓG ŻYCIA ODESZLIŚMY ZE SKRONIAMI ZWIEŃCZONYMI LAUREM. |

Znajduje się na nim 109 grobów pojedynczych oraz 54 zbiorowych. Pochowano w nich 276 żołnierzy poległych w 1914 roku:
- 102 Rosjan m.in. z 50 Białostocki Pułk Piechoty, 292 Małoarchangielski Pułk Piechoty, 296 Griazowiecki Pułk Piechoty oraz z 147 Pułku Piechoty (147-й пехотный Самарский полк),
- 22 Austriaków z 58 IR 83 IR, 295 IR, 18 LIR, 33 LIR, 35 LIR, K.U.K. F.J.B. 24, K.U.K. F.J.B. 29, 11 HIR,
- 152 Niemców m.in. z 217, 218, 219, 220 i Pruskiego Rezerwowego Pułku Piechoty (Reserve Infanterie-Regiment (Preußische) Nr 217, 218, 219 i 220)

Na cmentarzu jest jeden grób ze zdjęciem – bardzo rzadki na cmentarzach I wojny światowej.

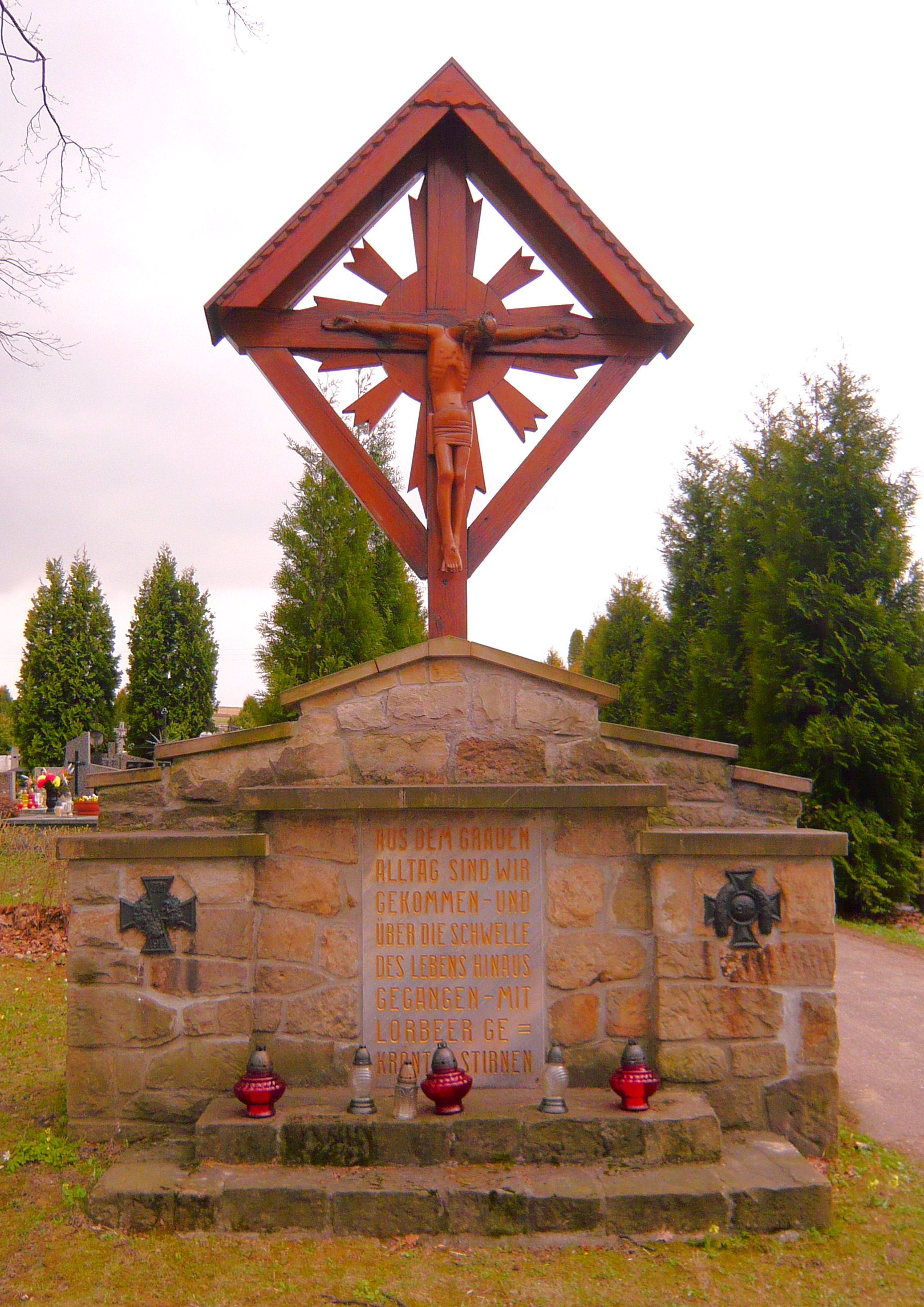
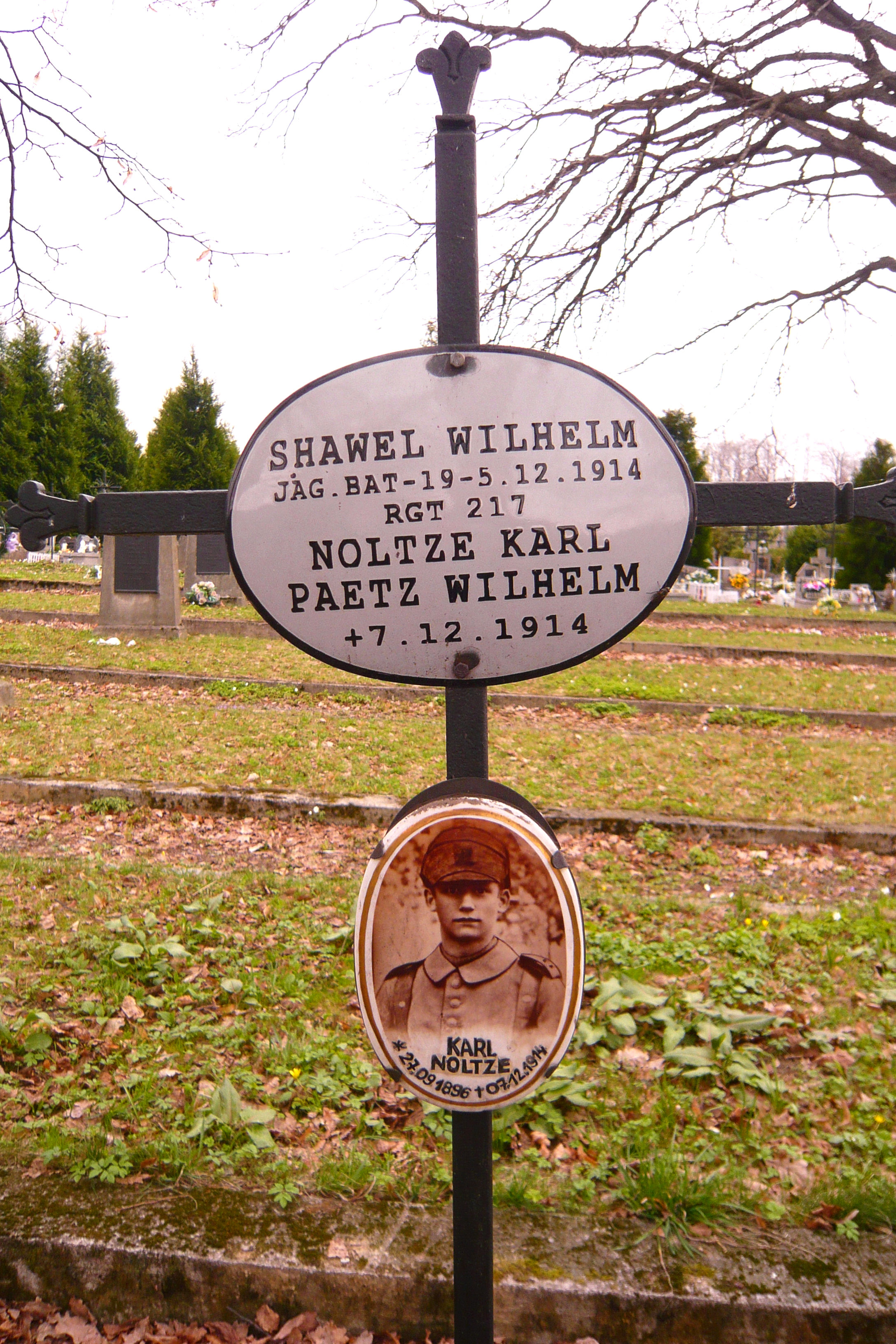
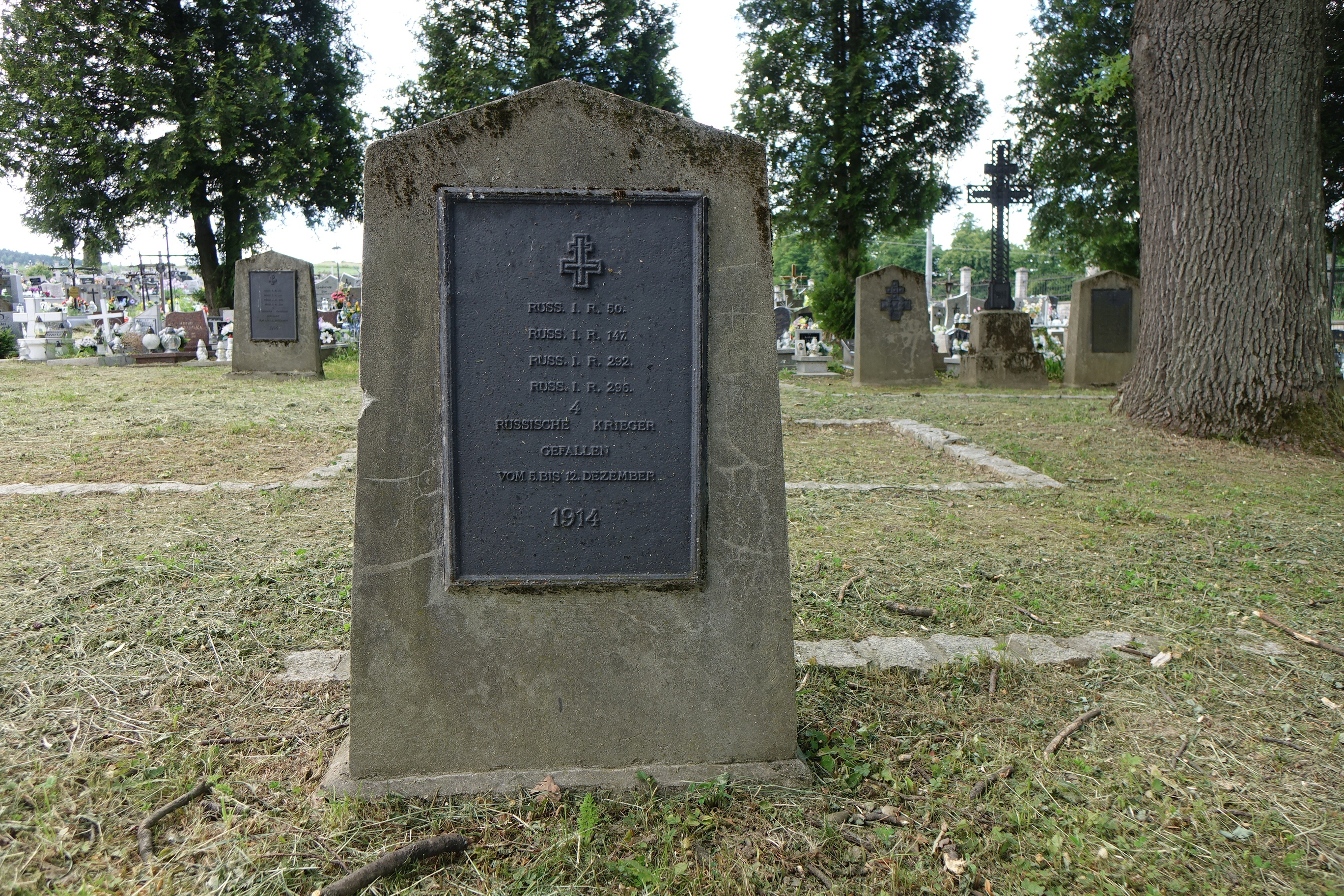
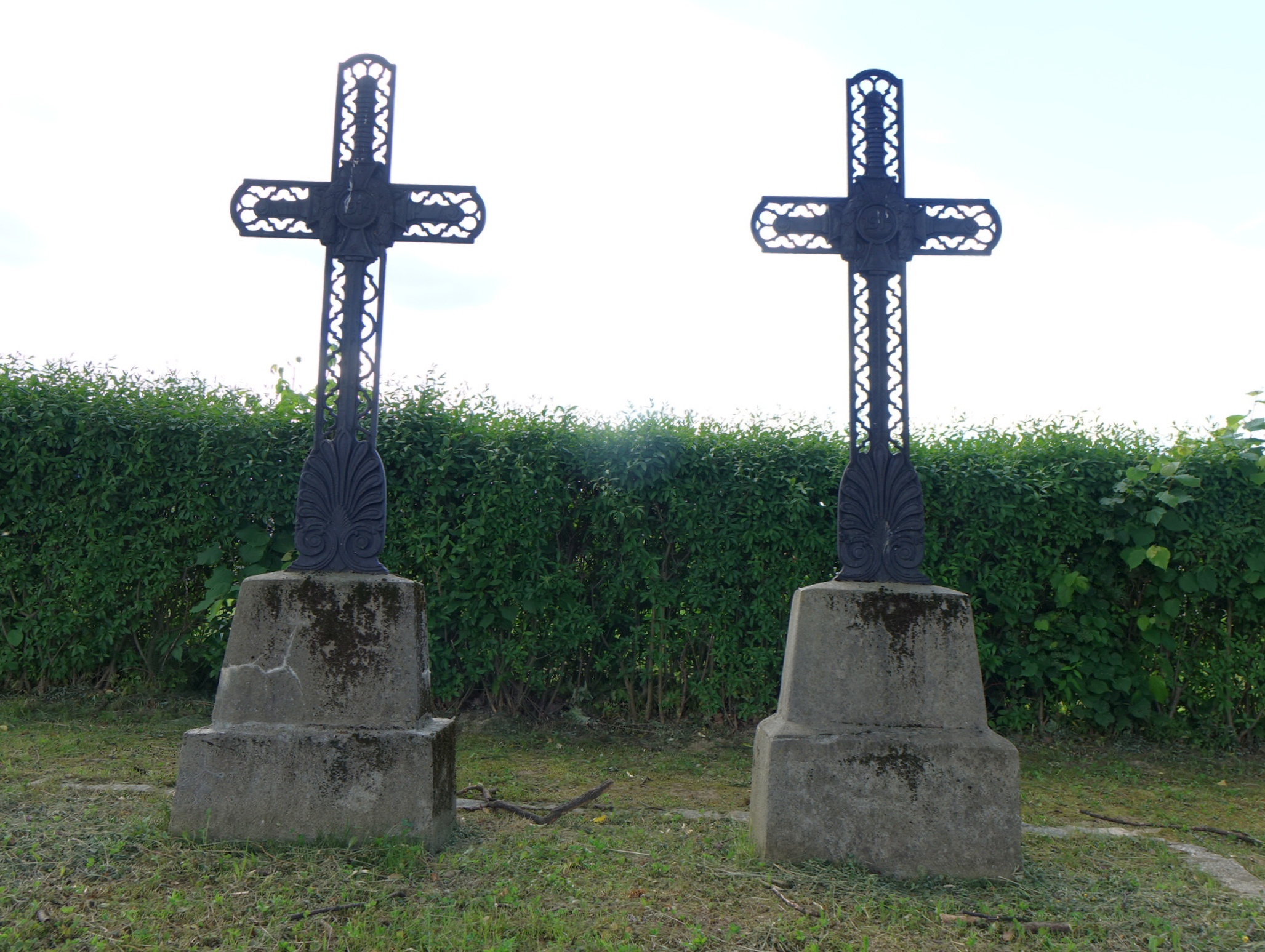
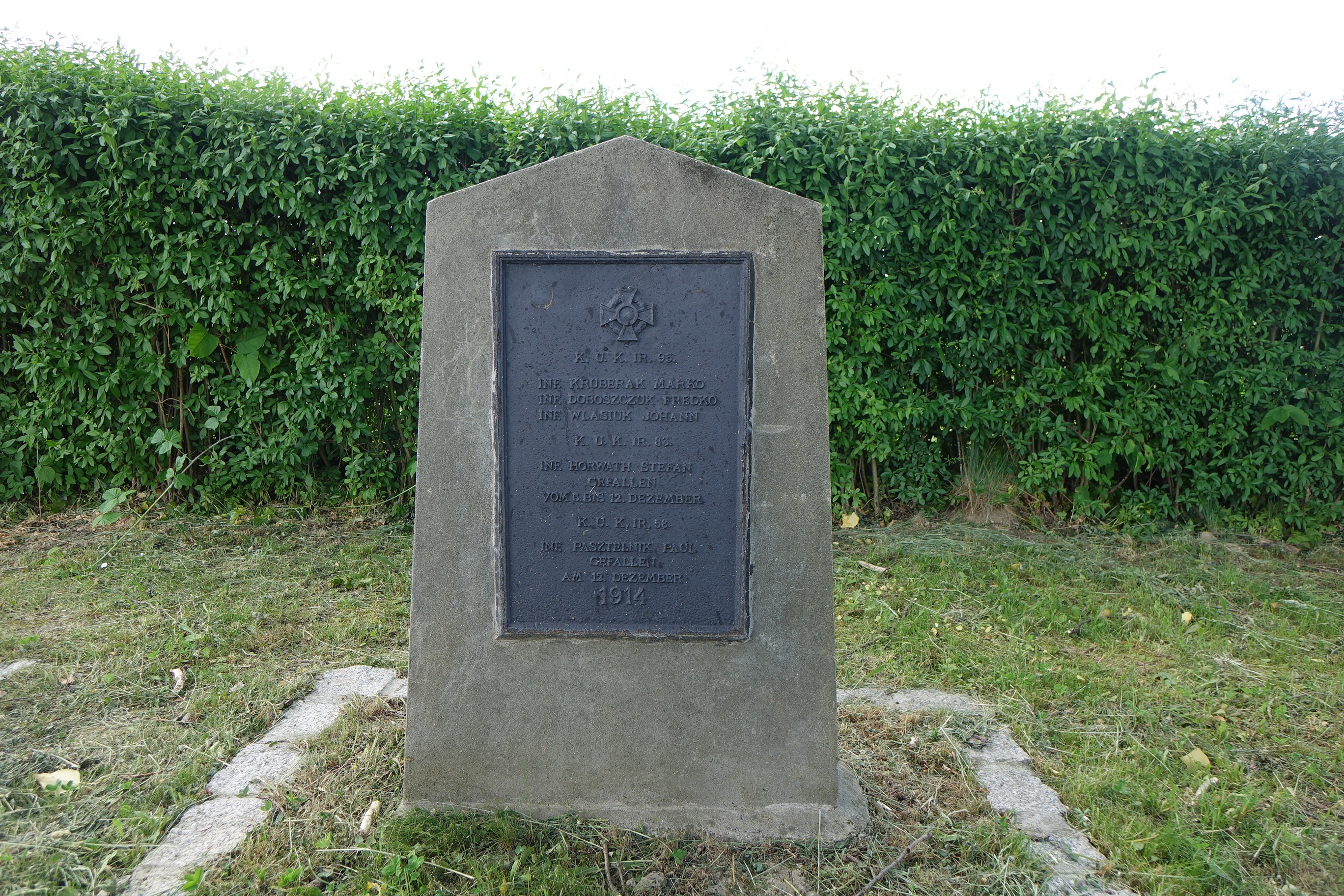
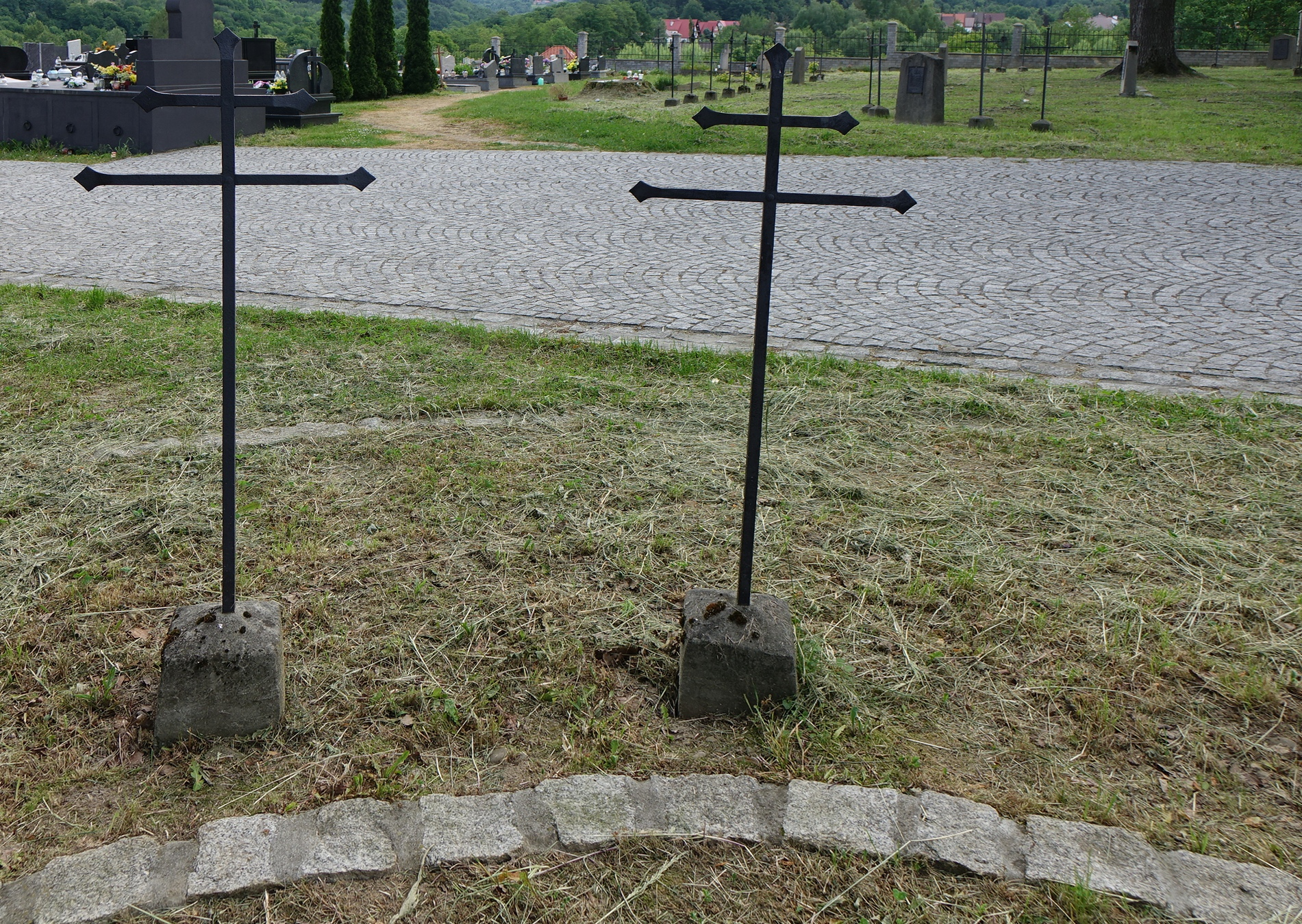
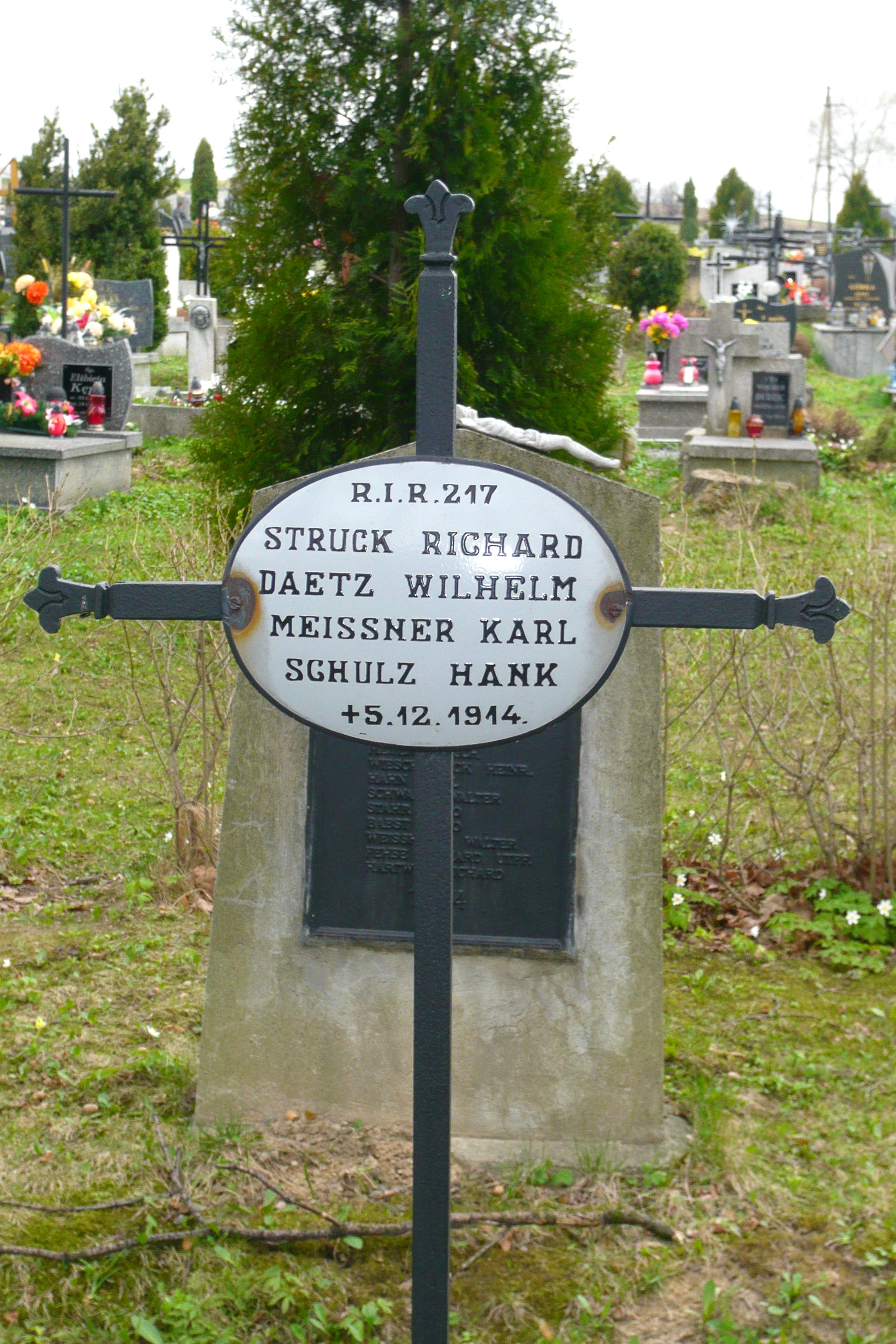